# Légion de Marie
Ne doit pas être confondu avec Armée de Marie.
La Légion de Marie (en latin : Legio Mariae)  est une association catholique de laïcs qui se mettent bénévolement au service de l'Église. Elle a été fondée à Dublin, en Irlande, par le laïc Frank Duff, fonctionnaire au ministère des Finances et membre de la Société de Saint-Vincent-de-Paul.
La Légion a maintenant trois millions de membres actifs et de plus de dix millions de membres auxiliaires (priants).
Pour être dans la Légion de Marie, il faut être catholique pratiquant et fidèle à l'enseignement de l'Église. Les membres actifs servent Dieu sous la bannière de Marie et pratiquent un travail spirituel.
L'activité principale de la Légion est la rencontre de tout homme, pauvre ou riche, jeune ou vieux, marginal (personnes sans domicile fixe, prostitué(e)s, personnes en prison, etc.) ou non, catholique ou non.

## Histoire

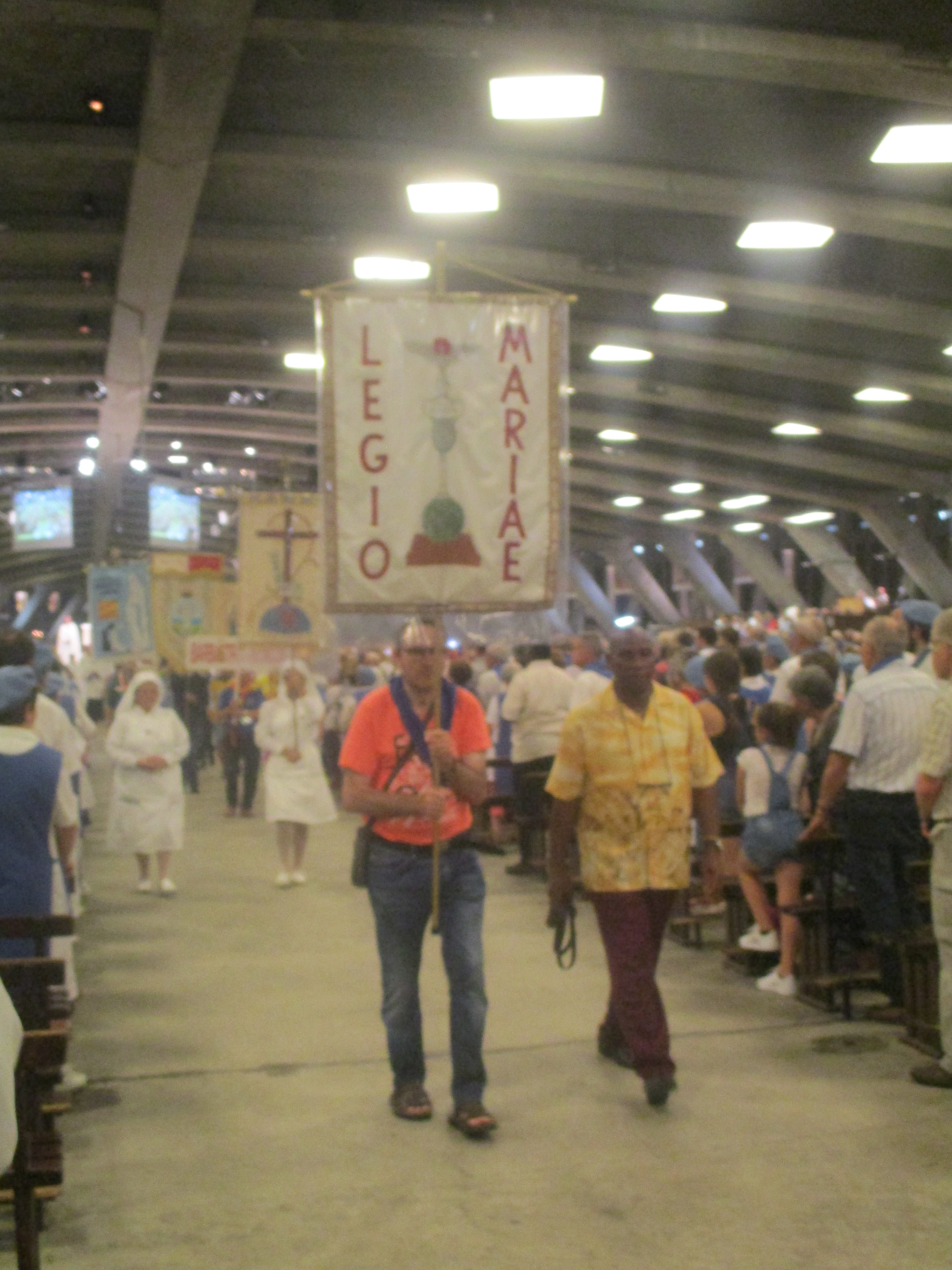
La Légion de Marie à Lourdes.

La Légion de Marie fut fondée le 7 septembre 1921 à Dublin par le fonctionnaire Frank Duff. Il présenta à un groupe de femmes sa découverte du Traité de la vraie dévotion à la Vierge Marie de saint Louis-Marie Grignion de Montfort. La missionnaire Edel Quinn en fut membre. 
La Légion n'était composée que de femmes jusqu'en 1929, lorsque le premier homme se présenta à Frank Duff.
Le premier travail des membres fut la visite de femmes atteintes de cancer dans un hôpital de Dublin, mais ils furent rapidement actifs auprès des plus indigents, particulièrement les prostituées de Dublin.
Le Manuel, qui vit le jour en 1928, est le livre de spiritualité et de pratique des membres. Il en est à sa 9e édition.
La Légion se propagea très rapidement à l'extérieur de l'Irlande. Elle existe maintenant dans presque tous les pays du monde et est très active dans les pays de mission.
Elle compte plus de 3 millions de membres actifs et plus de 10 millions de membres auxiliaires (priants).
Son but est la sanctification de ses membres par la prière, les sacrements, la dévotion à la Vierge Marie et à la Sainte Trinité et la pratique de l'apostolat.